# Constantine Walter Benson
Constantine Walter Benson (2 de fevereiro de 1909 - Cambridge, 21 de setembro de 1982) foi um autor de livros e ornitólogo britânico que publicou mais de 350 obras. Ele é considerado o último de uma linha de funcionários coloniais britânicos que fizeram contribuições significativas para a ornitologia.
O papagaio Psittacula bensoni, já extinto, recebeu este epíteto específico em homenagem a Benson.

## Publicações
Ele escreveu muitos livros e artigos durante e após o seu serviço no corpo de oficiais. Seus trabalhos incluem:
- "Birds of the Comoro Islands" (1960)
- "A Contribution to the Ornithology of Zambia" (1967)
- "Birds of Zambia" (1971)
- "The Birds of Malawi" (1977).